# Rockwell International
Rockwell International je bil velik ameriški konglomerat, ki je obstajal v 2. polovici 20. stoletja. Podjetje je bilo aktivno na številnih področjih: letala, vesoljska plovila, rakete, civilna in vojaška elektronika, tiskarska oprema in sistemi za industrijsko avtomatizacijo. Rockwell International ima korenine v podjetjih, ki jih je ustanovil Willard Rockwell. 

### Letala
- North American Rockwell OV-10 Bronco
- Rockwell Commander 112
- Fuji/Rockwell Commander 700
- Rockwell B-1 Lancer
- Rockwell X-30
- Rockwell-MBB X-31
- Rockwell XFV-12
- Rockwell Ranger 2000
- Rockwell International 690B

### Vesoljska plovila
- Apollo Command and Service Module
- Space Shuttle  Orbiter

### Rakete
- AGM-53 Condor
- AGM-114 Hellfire

### Brezpilotna letala
- Rockwell HiMATRockwell Apollo modul